# Bernhard Hurm
Bernhard Hurm (* 26. Mai 1956 in Tübingen) ist ein deutscher Schauspieler, Hörspielsprecher, Bühnenautor, Theaterregisseur und Intendant.

## Leben und Wirken
Bernhard Hurm wuchs mit fünf Geschwistern in Hirrlingen auf. Er besuchte Schulen in Hirrlingen und Rottenburg am Neckar und legte das Abitur am Technischen Gymnasium der Ferdinand-von-Steinbeis-Schule in Reutlingen ab. Während seiner Schulzeit war er Ministrant und in der katholischen Jugendarbeit aktiv. Nach der Schule leistete er Zivildienst im Sonderschulkindergarten in Ohmenhausen und studierte anschließend Sozialpädagogik an der Evangelischen Fachhochschule für Sozialwesen Reutlingen.
Seine Theaterarbeit begann er mit seinem Sportlehrer Uwe Zellmer (* 1946) in dessen Stücken Klassenspiel oder Der abenteuerliche Alltag des Lehrlings Tom (1977) und Viva Argentina zur Fußball-Weltmeisterschaft 1978.
1981 war er mit Uwe Zellmer Mitbegründer des Theaters Lindenhof in Melchingen. Von 1993 bis 2001 war er zusammen mit Uwe Zellmer und danach bis Ende 2021 Intendant dieses Theaters. 2023 zog er sich aus dem Theater zurück und ging in den Ruhestand.
Bernhard Hurm wohnt seit 1981 in Melchingen. Er ist mit der Schauspielerin Gina Maas verheiratet, mit der er fünf Kinder hat.

## Auszeichnungen
- 1993: 2. Preis des Landespreises für Volkstheaterstücke  (mit Uwe Zellmer) für Nacht oder Tag oder Jetzt[5]
- 2004: Verdienstorden des Landes Baden-Württemberg (auch an Uwe Zellmer)
- 2011: Ludwig-Uhland-Preis (mit Uwe Zellmer) für die Förderung der schwäbischen Mundart
- 2012: Hölderlin-Ring

## Theatrografie
- 1983: mit Uwe Zellmer: Thaddäus Troll: Kenner trinken Württemberger[6]
- 1984: mit Uwe Zellmer: Nacht oder Tag oder Jetzt. Eine Hexengeschichte von der Schwäbischen Alb.[7]
- 1993: mit Uwe Zellmer: …wenn mit dem Neckar herab. Ein Abendspaziergang nach Friedrich Hölderlin.[7]
- 2018: Hannes Stöhr: Global Player[8]
- 2021: Molière: Der eingebildete Kranke (Argan, der eingebildete Kranke)[9]
- 2021: mit Berthold Biesinger: Spätzle mit Soß – Nachschlag![10]
- 2021: mit Wolfram Karrer: Übers Land[11]

## Filmografie
- 1995: Hexenfeuer, Fernsehfilm (Drehbuch mit Uwe Zellmer), Verfilmung des Theaterstücks Nacht oder Tag oder Jetzt derselben Autoren
- 2009: Der Sonntagabend, Fernsehserie (Cameoauftritt)
- 2016: Die Büffel sind los! Fernsehfilm (Darsteller)

## Hörspiele
- 1989: Georg Holzwarth: Der Bauer im „König von England“. Nach Johannes Nefflen  – Regie: Thomas Vogel.
- 1989: Eugen Thoma: Das Gretle von Strümpfelbach. Schwäbisches Mundartspiel – Regie: Jörg Plenio.
- 1990: mit Jörg Plenio: Berthold Auerbach: Der Viereckig oder Die amerikanische Kiste – Regie: Jörg Plenio.
- 1990: Karl Kiebitz: Oh Wunder – die Geschichte von den Lügengeschichten. Schwäbisches Mundartspiel – Regie: Thomas Vogel.
- 1991: Fritz Peter Seitz: Der Schönbuchfrieder. Schönbuchmärchen aus dem 18. Jahrhundert – Regie: Thomas Vogel.
- 1991: Uwe Zellmer: Jerg Ratgeb, Maler – Regie: Jörg Plenio.
- 1992: Jörg Plenio: Rückhand. Schwäbisches Mundartspiel – Regie: Jörg Plenio.
- 1994: Klaus Jonski: S’ Fuchzgerfescht – Regie: Thomas Vogel.
- 1994: Andrea Noll: D’r Haozeitr – Regie: Thomas Vogel.
- 1997: Gregor Wittkop: Dienst und Abschied des Pfarrverwesers Zimmer – Regie: Luise Besserer.
- 1998: Hans Eisele: Zigeuner-Rosi oder Der Geist am Giesbach – Regie: Susanne Hinkelbein.
- 2004: Eduard Mörike: Das Stuttgarter Hutzelmännlein – Regie: Susanne Hinkelbein.
- 2004: Manfred Zach: Die Expertenkommission – Regie: Helga Siegle.
- 2022: Felix Huby: Spiegeljahre. Hörspiel in zwei Teilen – Bearbeitung und Regie: Zoran Solomun.

## Veröffentlichungen
- mit Uwe Zellmer: Kenner trinken Württemberger! Städtische Volkshochschule, Friedrichshafen 1998, ISBN 3-89549-111-X (CD dazu).
- mit Uwe Zellmer (Hrsg.): ’s Melchinger Brevier. Klöpfer und Mayer, Tübingen 2006, ISBN 3-937667-85-7.